# Новокиевка (Днепропетровская область)
Новоки́евка (укр. Новокиївка) — село,
Новокиевский сельский совет,
Томаковский район,
Днепропетровская область,
Украина.
Код КОАТУУ — 1225487501. Население по переписи 2001 года составляло 908 человек .
Является административным центром Новокиевского сельского совета, в который, кроме того, входят сёла
Вольное,
Добрая Надия,
Ильинка и
Новокаменка.

## Географическое положение
Село Новокиевка находится в 2,5 км от правого берега Каховского водохранилища (Днепр).
На расстоянии в 2 км расположено село Новокаменка.
По селу протекает пересыхающий ручей с запрудой.
Рядом проходит автомобильная дорога Т-0435.

## История
- Село основано в конце XVIII века под названием Царская Милость.
- В 1918 году переименовано в село Новокиевка.

## Экономика
- Грушевской карьер (Добыча марганцевой руды открытым способом. Марганецкий ГОК).

## Объекты социальной сферы
- Школа.
- Детский сад.
- Фельдшерский пункт.
- Дом культуры.